# Jonathan Moore (Basketballspieler)
Jonathan Moore (* 10. Juni 1982 in Nürnberg) ist ein ehemaliger US-amerikanischer Basketballspieler mit deutscher Staatsbürgerschaft. Im Laufe seiner Karriere spielte er für Trier, Bremerhaven und Crailsheim in der Basketball-Bundesliga und war zudem in den USA, Schweden und Island aktiv.

## Laufbahn
Der Sohn einer deutschen Mutter und eines US-amerikanischen Vaters spielte in den USA an der Millbrook High School und verließ Millbrook als zweitbester Korbschütze in der Geschichte der Basketball-Mannschaft. Später, im Jahr 2014 nämlich, wurde Moore in die „Hall of Fame“ der Schule aufgenommen.
Während seines Studiums spielte er für die East Carolina University sowie für die Eagles der North Carolina Central University und anschließend in der D-League der NBA für die mittlerweile aufgelösten Teams von Florida Flame sowie den Arkansas RimRockers, bevor er im Frühjahr 2007 zum deutschen Zweitligisten BBC Bayreuth wechselte. Zur Saison 2007/08 wechselte der 2,03 m große und 100 kg schwere Moore, der die Positionen Small Forward und Power Forward spielte, in die Basketball-Bundesliga zum TBB Trier. In der Saison 2008/09 spielte er für den schwedischen Erstligisten Gothia Basket, wo er mit durchschnittlich 18 Punkten und 8,5 Rebounds pro Spiel zu den Leistungsträgern zählte. Zur Saison 2009/10 kehrte er in die BBL zurück und erhielt er einen Einjahresvertrag von den Eisbären Bremerhaven, bei denen er keine nennenswerten Einsatzzeiten bekam.
Es folgten im Frühjahr 2011 ein Halt beim isländischen Erstligaverein UMFN Njardvik, Engagements in den US-Ligen CBL und ABA sowie ab Dezember 2011 Einsätze für die BG Karlsruhe in der 2. Bundesliga ProA. Moore war dann abermals in den USA aktiv (Cary Invasion in der Liga TRBL) und wechselte zur Saison 2012/13 zu den Crailsheim Merlins, für die er drei Jahre spielte. 2014 stieg er mit dem Crailsheimer Verein in die Bundesliga auf und wurde in jener Saison vom Internetdienst eurobasket.com in die Auswahl der besten deutschen Spieler der ProA gewählt. Er absolvierte in der letzten Saison seiner Karriere 22 Partien in der höchsten deutschen Klasse, ehe er 2015 seine Profilaufbahn beendete.